# Athens International
Athens International – męski turniej tenisowy wchodzący w skład rozgrywek ATP World Tour rozgrywany na nawierzchni ziemnej w Atenach w latach 1986–1994.

## Mecze finałowe

### gra pojedyncza mężczyzn
| Rok  | Zwycięzca              | Finalista           | Wynik            |
| 1994 | Alberto Berasategui    | Óscar Martínez      | 4:6, 7:6(4), 6:3 |
| 1993 | Jordi Arrese           | Alberto Berasategui | 6:4, 3:6, 6:3    |
| 1992 | Jordi Arrese           | Sergi Bruguera      | 7:5, 3:0 krecz   |
| 1991 | Sergi Bruguera         | Jordi Arrese        | 7:5, 6:3         |
| 1990 | Mark Koevermans        | Franco Davín        | 5:7, 6:4, 6:1    |
| 1989 | Ronald Agénor          | Kent Carlsson       | 6:3, 6:4         |
| 1988 | Horst Skoff            | Bruno Orešar        | 6:3, 2:6, 6:2    |
| 1987 | Guillermo Pérez Roldán | Tore Meinecke       | 6:2, 6:3         |
| 1986 | Henrik Sundström       | Francisco Maciel    | 6:0, 7:5         |

### gra podwójna mężczyzn
| Rok  | Zwycięzcy                       | Finaliści                         | Wynik         |
| 1994 | Luis Lobo Javier Sánchez        | Cristian Brandi Federico Mordegan | 5:7, 6:1, 6:4 |
| 1993 | Horacio de la Peña Jorge Lozano | Royce Deppe John Sullivan         | 3:6, 6:1, 6:2 |
| 1992 | Tomás Carbonell Francisco Roig  | Marcelo Filippini Mark Koevermans | 6:3, 6:4      |
| 1991 | Jacco Eltingh Mark Koevermans   | Menno Oosting Olli Rahnasto       | 5:7, 7:6, 7:5 |
| 1990 | Sergio Casal Javier Sánchez     | Tom Kempers Richard Krajicek      | 6:4, 6:3      |
| 1989 | Claudio Panatta Tomáš Šmíd      | Gustavo Giussani Gerardo Mirad    | 6:3, 6:2      |
| 1988 | Rikard Bergh Per Henricsson     | Pablo Arraya Karel Nováček        | 6:4, 7:5      |
| 1987 | Tore Meinecke Ricki Osterthun   | Jaroslav Navrátil Tom Nijssen     | 6:2, 3:6, 6:2 |
| 1986 | Libor Pimek Blaine Willenborg   | Carlos Di Laura Claudio Panatta   | 5:7, 6:4, 6:2 |